# Albertino
Albertino Eduardo Ferreira Ventura Pereira, plus communément appelé Albertino, est un footballeur portugais né le 23 janvier 1950 à Porto. Il évoluait au poste d'ailier gauche.

## Biographie

### En club
Issu de la formation du Leixões SC, Albertino découvre la première division portugaise lors de la saison 1968-1969,,.
Il dispute la saison 1970-1971 au GD Peniche,,.
Albertino revient la saison 1971-1972 à Leixões,,.
Il part en Angola représenter le FC Uíge de 1972 à 1974,.
Après un nouveau passage de 1974 à 1976 à Leixões, il devient joueur du Boavista FC,,.
Avec Boavista, il remporte la Coupe du Portugal en 1979,,.
De 1979 à 1982, il évolue sous les couleurs du FC Porto,,.
Albertino représente successivement les clubs du CS Marítimo, de l'AD Sanjoanense, du Leixões SC,,.
À l'issue d'une dernière saison 1985-1986 avec Estarreja, il raccroche les crampons,,.
Il dispute un total de 238 matchs pour 52 buts marqués en première division portugaise,. Au sein des compétitions européennes, il dispute 4 matchs en Coupe des clubs champions pour un but marqué, 4 matchs en Coupe des coupes pour un but marqué et 5 matchs en Coupe UEFA pour aucun but marqué.

### En équipe nationale
International portugais, il reçoit deux sélections en équipe du Portugal en 1976. Le 5 décembre, il dispute un match de qualification pour la Coupe du monde 1978 contre Chypre (victoire 2-1 à Limassol). Le 22 décembre, il joue un match amical contre l'Italie (victoire 2-1 à Lisbonne).

### Entraîneur
Après sa carrière de joueur, il entraîne des clubs portugais.

## Palmarès
| Boavista FC - Coupe du Portugal (1) : - Vainqueur : 1978-79. |  | FC Porto - Supercoupe du Portugal (1) : - Vainqueur : 1981. |